# Valea Sării
Valea Sării est une commune du județ de Vrancea en Roumanie.